# Allocladius niger
Allocladius niger är en tvåvingeart som beskrevs av Jean-Jacques Kieffer 1913. Allocladius niger ingår i släktet Allocladius och familjen fjädermyggor. Inga underarter finns listade i Catalogue of Life.